# Komárom
Komárom (słow. Komárno) – miasto nad Dunajem w północnych Węgrzech, liczące około 19,7 tys. mieszkańców. Położone około 35 km na wschód od Győr.

## Historia
Miasto zostało w 1920 podzielone w wyniku traktatu w Trianon między Węgry i Czechosłowację (słowacka obecnie część istnieje pod nazwą Komárno). W mieście znajdują się zakłady przemysłowe (BYD, browar Dreher), kąpielisko termalne oraz trzy forty Twierdzy Komárno

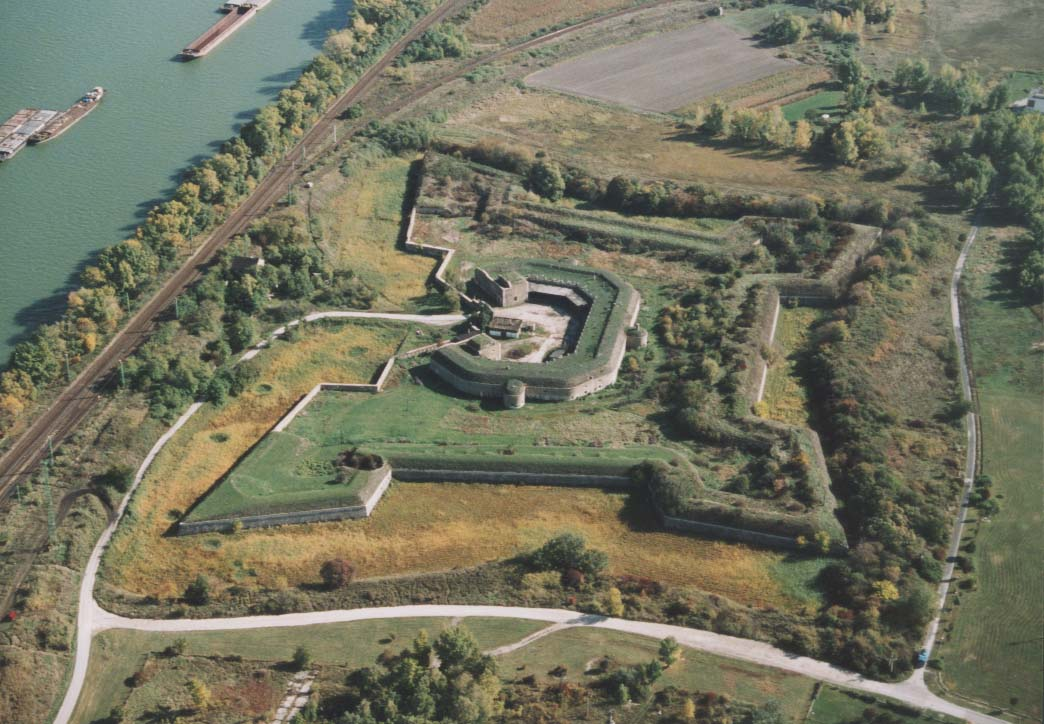
Fort Csillág (zbudowany 1568–86, potem modernizowany aż do poł. XIX w.)
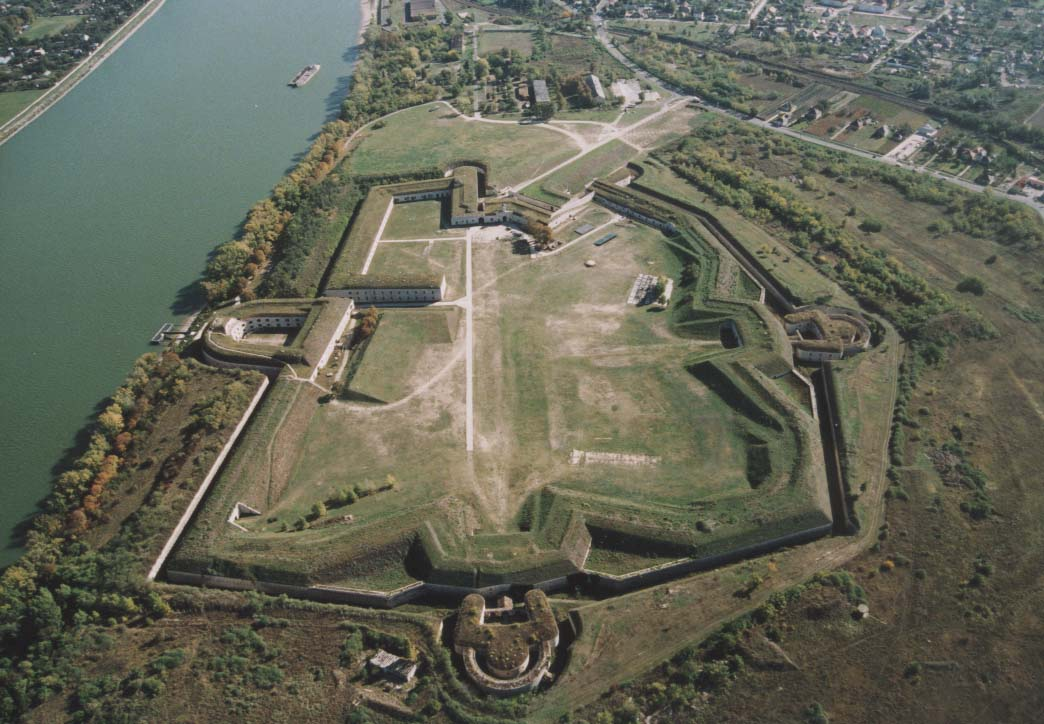
Fort Monostor (zbudowany 1850–71)
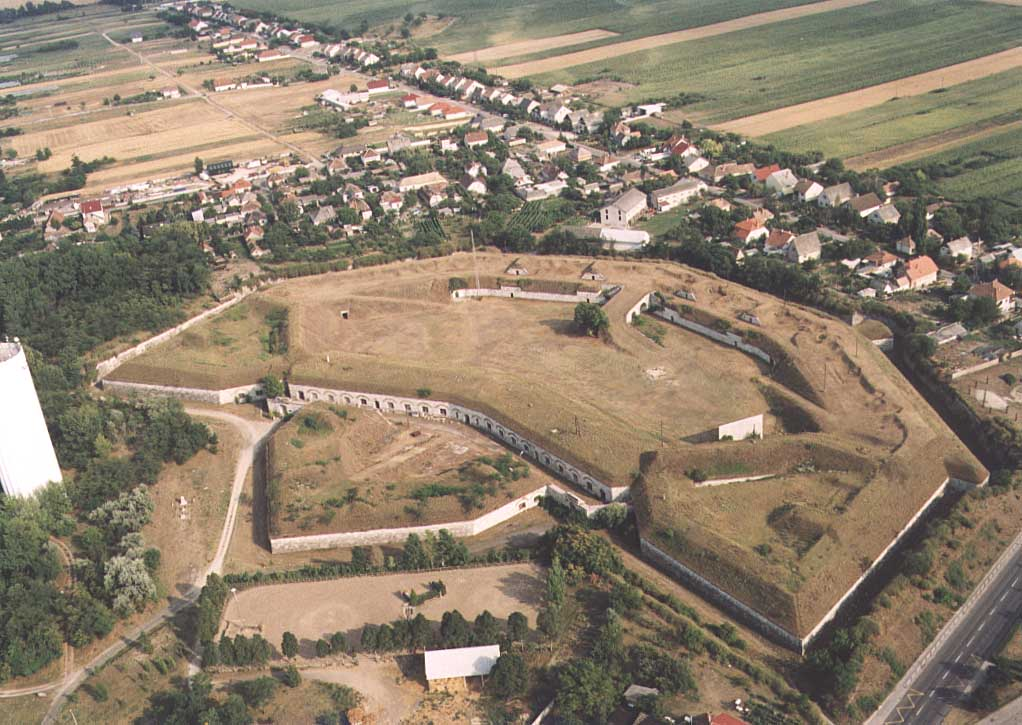
Fort Igmánd (zbudowany 1871–77)

## Miasta partnerskie
- Komárno
- Sebeș
- Sosnowiec